# Ratpenat d'Armién
El ratpenat d'Armién (Myotis armiensis) és una espècie de ratpenat de la família dels vespertiliònids. Viu a altituds d'entre 975 i 2.500 msnm a Costa Rica, l'Equador i Panamà. És una espècie de Myotis de mida mitjana a gran, amb una llargada de cap a gropa de 77-92 mm, la cua de 32-48 mm i un pes de 4,5-5,6 g. El seu hàbitat natural són els boscos montans. La forma gramaticalment correcta per a un epítet basat en un nom de persona en singular seria armieni.</ref> Com que fou descobert fa poc, encara no se n'ha avaluat l'estat de conservació. Tanmateix, els seus descriptors apuntaren que el seu hàbitat és vulnerable als efectes del canvi climàtic i ja està sent destruït. Fou anomenat en honor del Dr. Blas Armién, expert en zoonosis emergents, salut pública i mastologia.